# L'infedeltà fedele
L'infedeltà fedele és una òpera en tres actes composta per Domenico Cimarosa sobre un llibret italià de Giambattista Lorenzi. S'estrenà al Teatro del Fondo de Nàpols el 20 de juliol de 1779.
Amb aquesta òpera es va inaugurar a Nàpols el Teatro del Fondo della Separazione dei Lucri, conegut més tard amb el nom simplificat de Teatro del Fons (avui Mercadante). Aquest teatre, de nom tan complex i fins i tot enigmàtic, va ser construït per l'administració militar amb els béns confiscats als jesuïtes, fons anomenats «de la separació de lucres».
Giambattista Lorenzi, el llibretista, també va ser un fecund i sagaç poeta i dramaturg napolità, de qui Benedetto Croce, en la seva obra Els teatres de Nàpols, diu que el considera «superior a tots els altres poetes del gènere perquè és més ampli en els arguments i, per cert, no manca de vena còmica». Lorenzi va trobar en Paisiello el seu músic ideal, però va escriure nombrosos
llibrets per a altres notables operistes. Per a la presentació de la nova òpera de Cimarosa va escriure aquestes paraules: "Aquí teniu un llibre per a l'obertura d'aquest nou Reial Teatre. En aquest, he estudiat la manera de distanciar-me de les acostumades bufonades populars i vulgars que es veuen als nostres petits teatres, acontentant-me a usar en la faula moderats condiments, els suficients per a donar un convenient realçament a la tragèdia que en aquesta he introduït, i que
fins ara no han estat utilitzats en les farses musicals".
El públic va acollir molt bé l'òpera, en part també gràcies a la bona execució dels cantants.